# موسیقی صوفیانه

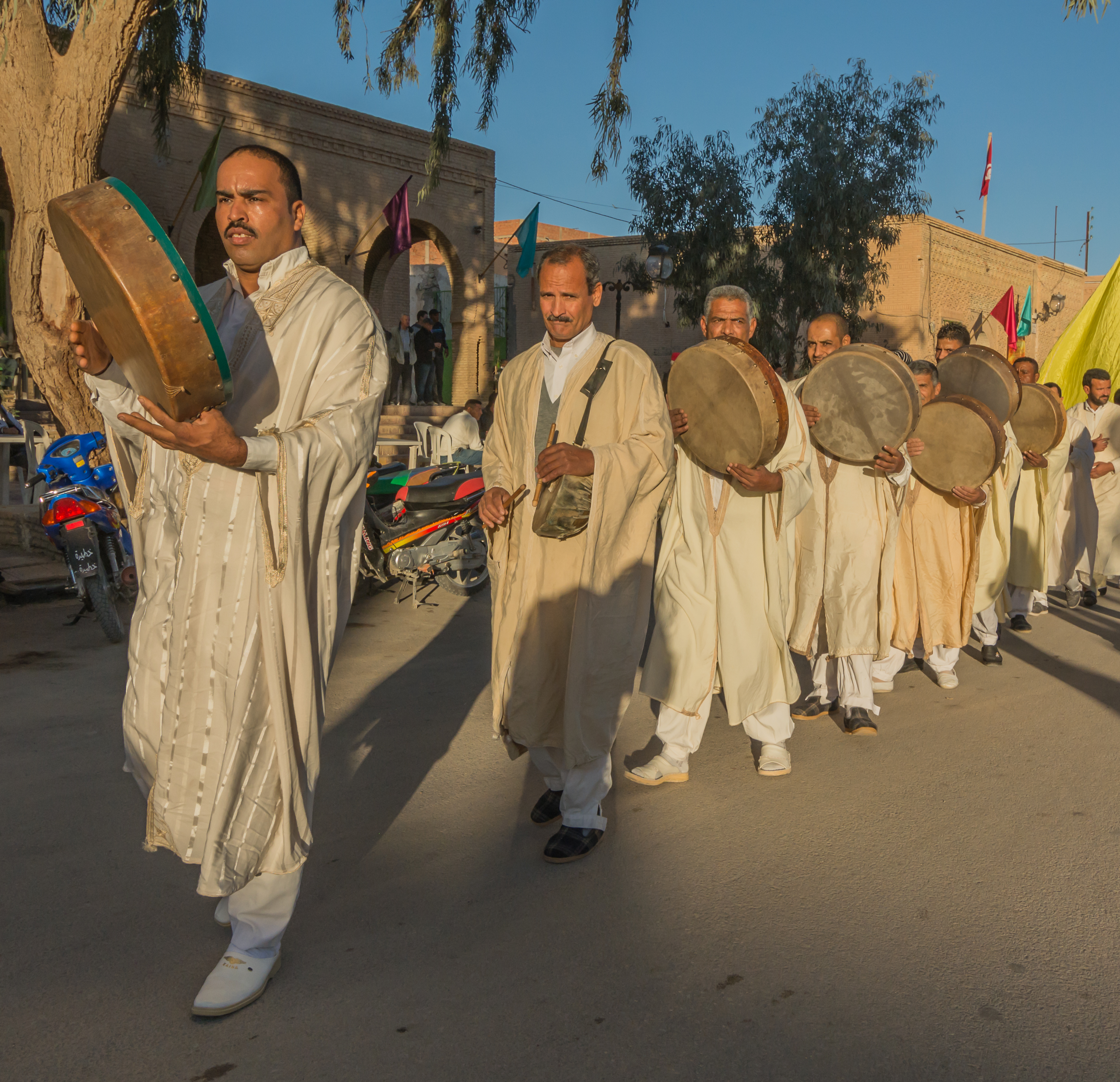
عده ای در حال اجرای موسیقی صوفیانه

موسیقی صوفیانه (انگلیسی: Sufi music) به نوعی موسیقی عبادتی از تصوف اشاره دارد که با الهام از آثار شاعران صوفی مانند مولوی، حافظ، امیرخسرو دهلوی و خواجه غلام فرید است.
قوالی شناخته شده‌ترین شکل موسیقی صوفیانه است و بیشتر در فرهنگ صوفیانه در جنوب آسیا یافت می‌شود. با این حال، این موسیقی در سماع مراسم طریقت مولویه اجرا می‌شود این موسیقی به نام آیین که یک قطعه ساز و آوازی است که دارای سازهای کلاسیک ایرانی مانند نی (ساز) است شناخته می‌شود. گناوا در غرب آفریقا شکل دیگری از این موسیقی است و صوفیان از اندونزی تا افغانستان و مراکش، موسیقی را در مرکز فعالیت‌های خود قرار داده‌اند. برخی از فرقه‌های صوفیانه رویکردی شبیه به اشکال متحجرانه اسلام در پیش گرفته‌اند و موسیقی را برای روش صوفیانه بی‌فایده اعلام کرده‌اند.
ترانه‌های عاشقانه صوفیانه اغلب به صورت غزل و کافی، یک ژانر سولو همراه با سازهای کوبه ای و هارمونیوم، با استفاده از مجموعه ای از آهنگ‌های شاعران صوفی اجرا می‌شود.